# Chilobrachys huahini
Chilobrachys huahini es una especie de tarántula del género Chilobrachys, de la familia Theraphosidae, orden Araneae. Fue descrita por Schmidt & Huber en 1996.
Se distribuye por Asia: Tailandia. Fue publicada en Chilobrachys huahini sp. n. (Araneida: Theraphosidae: Selenocosmiinae), eine Vogelspinne aus Thailand. Arachnologisches Magazin 4(1): 1-, 7.